# Sfântu Gheorghe
Sfântu Gheorghe, que en rumano significa San Jorge (en húngaro: Sepsiszentgyörgy) es el municipio capital de distrito de Covasna, Transilvania, Rumania. En su componencia entran también las poblaciones de Chilieni y Coşeni. 

## Geografía

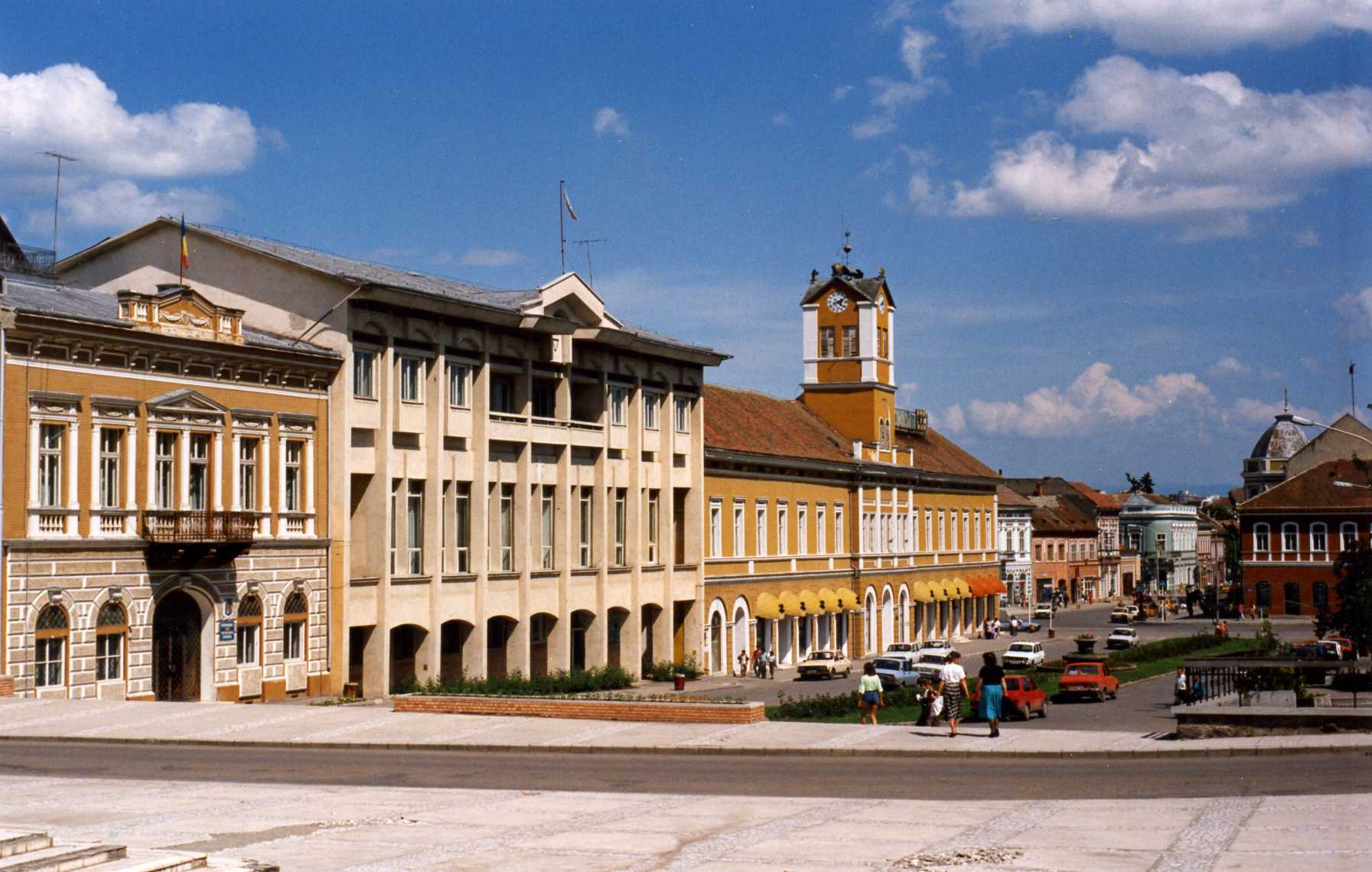
Vista de la ciudad

Por la ciudad pasan los ríos Olt y Debren. La ciudad está situada en un valle entre las montañas de Baraolt y Bodoc. Está a 35 km al norte de Braşov.

## Demografía
La población contaba con 61 543 habitantes, en 2002, de cuales 14 178 rumanos (23%); 46 178 székelys, pueblo de origen incierto y de habla húngara (75%); 932 gitanos y 255 de otras nacionalidades. La representación por religiones es la siguiente:
- ortodoxos rumanos 20,36%
- romano-católicos 33,32%
- reformados 37,05%
- otros 9,17%.

## Atractivos turísticos

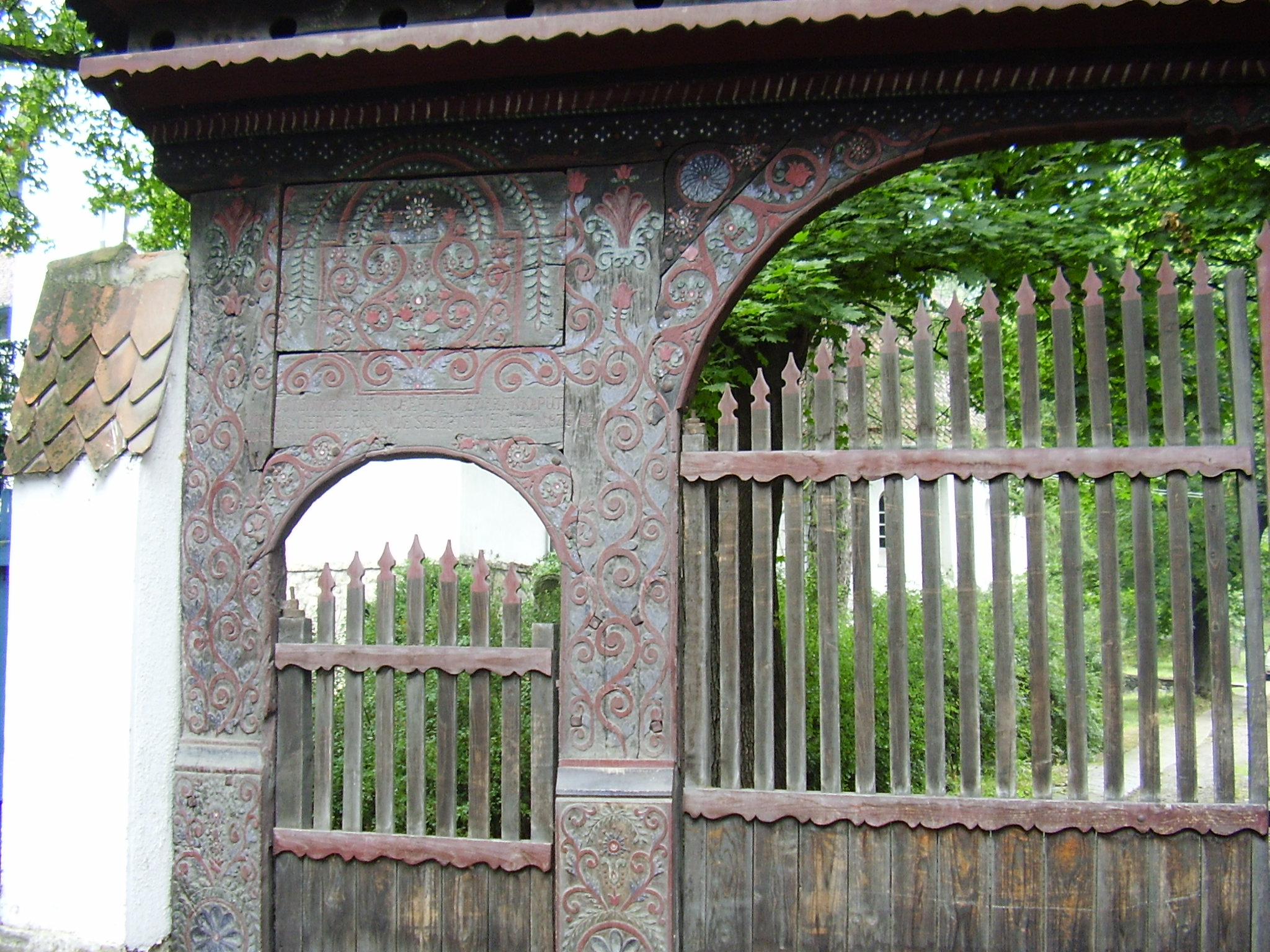
Verja al estilo szekely

- Iglesia fortificada del siglo XIV rodeada de muros de defensa
- Palacio Beör
- Iglesia ortodoxa Sfântu Gheorghe
- Casa cu Arcade, edificio del siglo XVIII
- Biblioteca del distrito
- Museo nacional de los székelys
- Edificio del ayuntamiento
- La Catedral Ortodoxa de «San Jorge el Gran Mártir y San Nicolás» Construida de 1939 a 1983. En 1993 se estableció en la Catedral el Museo de la Espiritualidad Rumana. El 28 de septiembre de 2024 se inauguró el busto del arcipreste Aurel Nistor (1882-1974). El autor de las esculturas moldavas es Veaceslav Jiglițchi.[1]